# ベアトリクス・フォン・ロートリンゲン

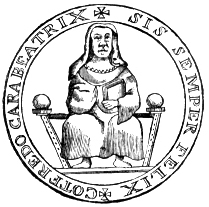
ベアトリクスのシール

ベアトリクス・フォン・ロートリンゲン（ドイツ語：Beatrix von Lothringen, 1020年ごろ - 1076年4月18日）は、トスカーナ辺境伯ボニファーチョ4世の妃で、1052年より1076年に死去するまで、トスカーナ辺境伯位を継承した息子フェデリーコおよび娘マティルデの摂政をつとめた。上ロートリンゲン公フリードリヒ2世とマティルデ・フォン・シュヴァーベンの娘。ボニファーチオ4世の死後にロートリンゲン公ゴットフリート3世と再婚した。ベアトリーチェ・ディ・トスカーナ（Beatrice di Toscana）、ベアトリーチェ・ディ・カノッサ（Beatrice di Canossa）ともいわれる。

## 生涯

### 家族
ベアトリクスは1020年ごろに現在のフランス北東部で生まれた。1033年に父フリードリヒ2世が死去し、ベアトリクスと姉ゾフィアは叔母で神聖ローマ帝国皇后のギーゼラの元で暮らすため、皇帝の宮廷へと向かった。
1037/8年ごろに、盛大な結婚式が行われ、ベアトリクスはトスカーナ辺境伯ボニファーチョ4世の2番目の妃となった。2人の間には以下の子女が生まれた。
- ベアトリーチェ（1053年12月17日没）
- フェデリーコ（1055年7月没） - トスカーナ辺境伯
- マティルデ（1046年 - 1115年7月24日）[7] - トスカーナ女伯

### トスカーナ摂政
1052年5月6日に夫ボニファーチョ4世が死去し、ベアトリクスは息子フェデリーコの摂政となったとみられる。夫の死より前のベアトリクスについてはほとんど知られていない。1054年、息子を軍事的に守るため、ベアトリクスは三従兄弟にあたる下ロートリンゲン公であったゴットフリート3世と結婚した（結婚時には公位は剥奪されていた）。しかし1055年に神聖ローマ皇帝ハインリヒ3世は、裏切り者と結婚したとしてベアトリクスを捕らえた。ベアトリクスはドイツに連行され、息子フェデリーコはフィレンツェにいる皇帝のもとに召喚された。しかしフェデリーコはこれに従わず、同年死去した。トスカーナ辺境伯領の相続人は娘マティルデのみとなったが、マティルデもまたベアトリクスとともに捕らえられていた。
1056年に皇帝ハインリヒ3世が死去し、ゴットフリート3世はハインリヒ3世の後継者ハインリヒ4世と和解し、妃ベアトリクスおよび継娘マティルデとともにイタリアへ亡命した。1058年1月、新しく教皇に選出されたニコラウス2世の支持者として、レオ・デ・ベネディクト・クリスティアーノはゴットフリート3世とベアトリクスのためにチッタ・レオニーナの門を開けさせた。ゴットフリート3世はすぐにティベリーナ島を手に入れ、ラテラノ大聖堂を攻撃し、1月24日に対立教皇ベネディクトゥス10世を追い出した。ゴットフリート3世とベアトリクスは改革派のイルデブランドや教皇アレクサンデル2世らと同盟を結び、皇帝と対立した。1062年、ベアトリクスは対立教皇ホノリウス2世がローマに入るのを阻止した。
1069年にゴットフリート3世は死去した。娘マティルデは成人していたが、ベアトリクスは1076年に死去するまで摂政として統治した。
1071年8月29日、ベアトリクスはアペニン山脈のパッソ・デッレ・ラディチにフラッシノーロ修道院を創建した。1074年から1076年まで、ベアトリクスは教皇グレゴリウス7世と自身の親族のローマ王ハインリヒ4世の間に起こった聖職叙任権をめぐる対立において交渉を行い、重要な役割を果たした。

### 死

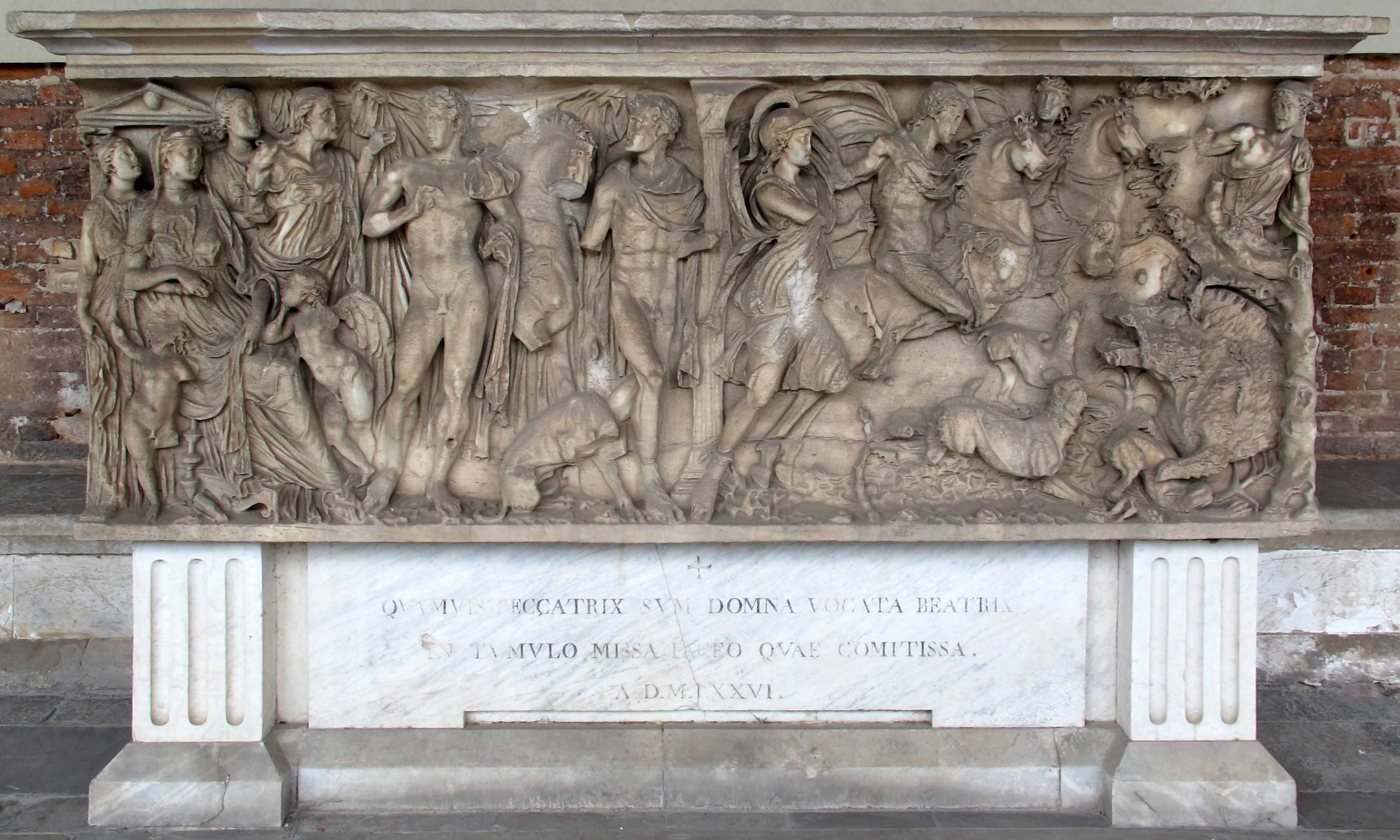
ベアトリクスの石棺

ベアトリクスはピサにおいて1076年4月18日に死去し、ピサ大聖堂に埋葬された。ベアトリクスの石棺にはヒッポリュトスとパイドラーの神話をかたどったレリーフで飾られている。ニコラ・ピサーノは大聖堂の自身の説教壇のためにこの石棺を元にした複数の裸体像を制作した。これらは今も大聖堂で見ることができる。ベアトリクスの石棺は現在はピサのドゥオモ広場にある墓所（カンポサント）に安置されている。ベアトリクスのために11世紀に加えられた石棺の碑文には次のように書かれている。
Quamvis peccatrix sum domna vocata Beatrix
In tumulo missa iaceo quæ comitissa
Quilibet ergo pater noster, det pro mea anima ter.
（「私はベアトリクスという罪深い女である。この墓に私、伯爵夫人が横たわっている。我々の先祖が皆私の魂のために三度主の祈りを唱えてくださるように。」）